# Autostrada A16 (Włochy)
Autostrada A16 (Autostrada Dwóch Mórz) (wł. Autostrada dei due mari) – autostrada w południowych Włoszech biegnąca z aglomeracji Neapolu do miasteczka Canosa di Puglia. Trasa, otwarta w 1969 roku, jest łącznikiem dwóch najważniejszych szlaków komunikacyjnych kraju: Autostrady Słońca z Autostradą Adriatycką. Swoją nazwę zawdzięcza faktowi, że prowadzi z terenów położonych nad Morzem Tyrreńskim z wybrzeżem Adriatyku. Przejazd trasą jest płatny. Operatorem autostrady jest grupa Autostrade per l’Italia.